# 陈思思 (演员)
陈思思（1940年9月27日—2007年10月7日），香港女演员。原名陈丽梅，浙江宁波人.

## 生平
出生于上海，曾就读于上海正行女子中学，1953年举家搬到香港。1955年入香港长城电影公司任演员。1956年初参加拍摄影片《鸣凤》（石慧主演）扮演婉儿。1956年五月首次担纲主演成名作《红灯笼》，1957年7月《红灯笼》公映，陈思思一举成名，成为长城的“看家”花旦——“长城只有一个人不借，陈思思，那个是看家的”，是长城所有影星中唯一不去凤凰公司拍戏。陈思思与长城电影公司的另外两名演员夏梦、石慧合称“长城三公主”。1963年在影片《三笑》中扮演秋香，此片于七十年代末在大陆上映，红遍大江南北，十几亿人次的热爱。1964年主演《云海玉弓缘》，这部电影开创了新派武侠电影先河。1964年秋，与长城的合约到期，邵氏影业以重金相聘，但陈思思仅以年薪六万与长城续约。
凤凰当家小生高远追求陈思思多年，1959年12月两人正式相恋，并于1961年2月10日结婚。1968年3，4月间高远秘密加入右翼的邵氏影业公司，给他们夫妻关系带来极大困扰。1968年5月11日星期六，自由影剧总会批准了高远的申请，邵氏影业也正式证实高远已与邵氏签约，中午高远第一次正式出现在邵氏公司，参加了他将任男主角的电影《裸血》的首次工作会议，并于1968年5月22日在《工商晚報》第4版发表公开信反共，成为文革时期香港左翼电影演员中跳反的第一人。据港媒报道：

“据悉：陈思思是在上星期六【1968年5月11日】早上，单身一人前往左派长城公司，向长城的经理沈天荫提出离开该左派电影公司的要求。当时双方闹得十分不愉快，当陈思思踏出经理室的门时，门外多名左派电影职工竟指她为「资产阶级份子」，「忘本份子」。陈思思到长城辞职后，当日下午偕同夫婿高远前往马场，他们在马会的公众棚出现时，态度很是愉快。” 

“陈思思跟随夫婿高远之后，脱离长城，跳槽加盟荣华坚成公司。。。陈思思在影剧自由公会，获准加入后，旋与荣华坚成公司，签了三【二】年合约，每年拍四部影片，年薪十万元。” 台湾《中央日报》1968年6月5日报道：“港九自由影总团结 亲匪影人陆续投奔 黄也白【时任港九电影戏剧事业自由总会主席】昨携返陈思思自白书”。1968年10月底，高远陈思思夫妇和谢贤一起访问台湾，给蒋中正祝寿。此时，长城三公主的大公主夏梦怀孕与丈夫林葆诚移民加拿大，二公主石慧在1967年反英第一线与丈夫傅奇一起被关押在摩星嶺集中營一年多拒绝自首出狱。
1970年3月他们分居约九个月的事实被公开报道。1970年5月高远与邵氏影业提前解约，后加入明星公司，但星运不再。陈思思与荣华坚成公司在1970年5月再续约两年，年薪涨到十二万，这第二个两年期间仅拍片一部。72年约满后息影。
在分居五年后，依照香港法律高远、陈思思两人于1974年9月协议离婚。1975年6月法庭正式批准了他们的离婚申请, 陈思思只象征性收取一元赡养费。
1978年4月，陈思思离开十年后重新加入长城电影公司。作为纪念，由陈思思，傅奇及王葆真等主演拍摄于1964年的《云海玉弓缘》重映。这部电影开创了新派武侠电影先河。拍摄了古装武侠悬疑故事片《密杀令》，这是其最后一部电影。1980年回上海定居。1984年以香港地区的艺人代表参加了中央电视台春节晚会演出。
2007年因胰腺癌病逝上海华东医院。

## 影视作品

### 电影
| 年份 | 片名           | 角色           | 备注 |
| ---- | -------------- | -------------- | ---- |
| 1956 | 江湖奇侠       | (客串)         |      |
| 1956 | 红颜劫         | 黄妙常         |      |
| 1956 | 玫瑰岩         | (客串)         |      |
| 1957 | 捉鬼记         | 黄小萍         |      |
| 1957 | 雪中莲         | (客串)         |      |
| 1957 | 红灯笼         | 王七妹         |      |
| 1957 | 鸣凤           | 婉儿           |      |
| 1957 | 魔影           | 马玲           |      |
| 1958 | 香喷喷小姐     | 岑小兰         |      |
| 1958 | 有女怀春       | 贝莉           |      |
| 1958 | 小咪趣史       | 金丹妮         |      |
| 1958 | 少年游         | 艾丽思         |      |
| 1959 | 锦上添花       | (客串)         |      |
| 1959 | 金美人         | 露露           |      |
| 1959 | 机灵鬼与小懒猫 | 機伶鬼李小享   |      |
| 1959 | 王老五之恋     | 方兰           |      |
| 1959 | 豪门夜宴       | 宴会宾客       |      |
| 1959 | 午夜琴声       | 叶绍英         |      |
| 1960 | 飞燕迎春       | 小燕飞         |      |
| 1960 | 新闻人物       | 秦小琴         |      |
| 1961 | 迷魂阱         | 章佩雯         |      |
| 1961 | 美人计         | 赵翠           |      |
| 1962 | 红蝙蝠公寓     | 梁丽琴         |      |
| 1964 | 三笑           | 秋香           |      |
| 1964 | 五虎将         |                |      |
| 1965 | 黄金万两       | 韩意           |      |
| 1965 | 粉红色的梦     | 黎莉           |      |
| 1965 | 艳遇           | 李美丽         |      |
| 1966 | 云海玉弓缘     | 厉胜男         |      |
| 1967 | 双枪黄英姑     | 黄英姑         |      |
| 1967 | 春雷           | 冯如莲         |      |
| 1968 | 麒麟寨         |                |      |
| 1968 | 双女情歌       | 白大妞、白小妞 |      |
| 1968 | 爸爸的情人     |                |      |
| 1968 | 珍珠风云       | 美霞           |      |
| 1969 | 八步追魂       | 秦贞娘         |      |
| 1970 | 冰谷魔女       | 魔女           |      |
| 1970 | 你的心里没有我 | 妻子           |      |
| 1970 | 我不要离婚     | 妻子           |      |
| 1971 | 一剑勾魂       | 侠女           |      |
| 1980 | 密杀令         | 一阵风         |      |
| 1985 | 疯狂上海滩     | (客串)         |      |

### 电视剧
| 年度 | 剧名       | 角色   | 备注         |
| 1976 | 射雕英雄傳 | 包惜弱 | 佳艺电视出品 |

### 节目
| 年份   | 播出日期 | 节目名称                             | 播出平台   |
| ------ | -------- | ------------------------------------ | ---------- |
| 1984年 | 2月1日   | 《1984年中国中央电视台春节联欢晚会》 | 中央电视台 |

## 註腳
1. ↑  香港大公报-1960年1月3日第5页
2. ↑  香港工商晚报-1968年5月3日第1页
3. ↑  香港华侨日报-1968年5月6日第16页
4. ↑  《工商日报》，1968-05-15，Page 5
5. ↑  《华侨日报》，1968-06-04，Page 16
6. ↑  “高远否认与太太分居 说夫妻间偶然斗斗气是很普通的事”，工商晚报，1970-3-21
7. ↑  “高远与陈思思 地院批准离婚”，华侨日报，1975-06-08
8. ↑  . 2022-10-07  [2022-11-02]. （原始内容存档于2022-11-02）.

## 外部連結
- 陈思思在互联网电影资料库（IMDb）上的資料（英文）
- 陈思思在香港影庫上的簡介
- 陈思思在豆瓣上的资料（简体中文）
- 陈思思在时光网上的簡介（简体中文）